# Нарцисоцветна съсънка
Нарцисовата или нарцисоцветна съсънка (Anemone narcissiflora, синоним Anemonastrum narcissiflorum) е вид тревисто растение от семейство Лютикови (Ranunculaceae). В България видът е защитен според Закона за биологичното разнообразие.. В Червения списък е с категория "почти застрашен"
Смятана е за един от най-красивите видове на род Съсънка (Anemone). Наречена е така, защото на върха на стройното и високо до 50 cm стъбло, събрани в букет, разцъфтяват снежнобели цветове, наподобяващи нарциси. В средата се откроява жълтото петно на многобройните дребни тичинки, които скриват още по-дребни плодници. В основата на стъблото се развиват някои приосновни листа с дълги дръжки и дълбоко дланевидно разсечени петури.
Среща се в Западна и Средна Стара планина, Витоша, Рила, Пирин, Западни Родопи и Западните гранични планини, между 1700 и 2800 м надм. вис. 
Среща се и в Западна Стара планина в района на връх Остра чука.